# Max Bill
Max Bill (Winterthur, Suíça, 22 de dezembro de 1908 - Berlim, 9 de dezembro de 1994) foi um designer gráfico, designer de produto, arquiteto, pintor, escultor, professor e teórico do design, cuja obra o coloca entre os mais importantes e influentes designers do século XX e do século atual, tendo como principal o concretismo. 
Realizou uma atuação especial na área de educação do design, sendo professor na Escola de Ulm, onde influenciou fortemente o perfil assumido pela Escola Superior de Desenho Industrial, no Brasil e na Alemanha.

## Biografia
Cursou na Arts and Crafts Academy de Zurique entre 1924 e 1927, na Bauhaus, e na escola de artes e ofícios de Dessau. Considerado como um dos expoentes da Bauhaus, onde estudou artes, no seu percurso artístico foi um seguidor dos princípios estilísticos da Bauhaus.
Em 1929, mudou-se para Zurique e se tornou uma das figuras principais da Escola Suíça de Design Gráfico. Além disso abraçou o conceito universalista de arte concreta de Theo van Doesburg. Max Bill optava por um design tipográfico que era determinado pelo uso de grids (ou malhas tipográficas), e acreditava na relação entre o design e a precisão matemática. Sua arquitetura era anti-historicista e sua teoria e trabalho seguiam uma estética baseada no funcionalismo.
Criou, entre 1935 e 1953, no campo da escultura, diferentes variações sobre o tema do laço infinito em metal polido. Foi professor e diretor da Escola de Ulm e Zurique, e organizador de exposições de arte, particularmente, de arte concreta, durante 1944 e 1960.  

### Max Bill e o Brasil

Max Bill.

Bill constantemente é apontado como um personagem que sempre teve uma relação polêmica com a trajetória do design e da arquitetura no Brasil. Se, por um lado, suas idéias foram certamente bastante influentes na formação da escola artística conhecida como o concretismo (em especial, o concretismo paulista) e na própria formação do design gráfico no país (tendo em Alexandre Wollner um de seus mais conhecidos discípulos e um de seus mais fortes defensores), por outro lado, Max Bill foi sempre bastante crítico à arquitetura moderna brasileira, a qual ele dizia ser formalista e, eventualmente, "anti-moderna". Entre as poucas obras arquitetônicas brasileiras celebradas por Bill está o Conjunto habitacional Pedregulho, o qual ele considerava uma exceção no cenário brasileiro, pelo seu enfoque social.

### Literatura
Da Silva Paiva, Rodrigo Otávio: Max Bill no Brasil, 2011, ISBN 978-3-943347-13-5.